# Шумський Дмитро Вікторович
Дмитро Вікторович Шумський (нар. 1998, м. Сновськ, Чернігівська область, Україна) — український військовослужбовець, солдат 57 ОРТБ Збройних сил України, учасник російсько-української війни. Кавалер ордена «За мужність» III ступеня (2023).

## Життєпис
Дмитро Шумський народився 1998 року в місті Сновську, нині Сновської громади Корюківського району Чернігівської области України.
Працював плиточником та штукатуром, здійснював ремонтні роботи в будинках.

### Російське вторгнення в Україну 2022
Мобілізований в травні 2022 року.
Служить у зенітно-ракетному взводі 57-го окремого радіотехнічного батальйону.
10 жовтня 2022 року, солдатом Дмитром Шумським було збито дві російські ракети вперше зі ПЗРК «Стінгер», які летіли в бік Чернігівщини.
11 жовтня 2022 року, президент України Володимир Зеленський відзначив Дмитра під час відеозвернення.

## Нагороди
- орден «За мужність» III ступеня (23 лютого 2023) — за особисту мужність і самовідданість, виявлені у захисті державного суверенітету та територіальної цілісності України, вірність військовій присязі[2].